# USS LST-569
O USS LST-569 foi um navio de guerra norte-americano da classe LST que operou durante a Segunda Guerra Mundial.